# 약물 발견
약물 발견(藥物發見, 영어: drug discovery)은 의학, 생명공학 및 약리학 분야에서 새로운 후보 약물을 발견하는 과정이다.
역사적으로 약물은 페니실린과 같이 전통적인 치료법에서 활성 성분을 확인하거나 우연한 발견을 통해 발견되었다. 보다 최근에는 고전약리학으로 알려진 과정에서 바람직한 치료 효과를 갖는 물질을 식별하기 위해 합성 저분자, 천연물, 추출물의 화학 라이브러리를 온전한 세포 또는 개체에서 스크리닝했다. 인간 게놈의 시퀀싱을 통해 대량의 정제된 단백질을 신속하게 복제 및 합성할 수 있게 된 후, 역약리학으로 알려진 과정에서 질병을 수행하는 것으로 가정되는 분리된 생물학적 표적에 대해 대용량 화합물 라이브러리의 고속대량 스크리닝을 사용하는 것이 일반적인 관행이 되었다. 그런 다음 이 스크린의 히트를 세포에서 테스트를 한 다음 동물에서의 효능을 테스트한다.

## 같이 보기
- 항표적
- 생물정보학
- 의료정보학
- 화학정보학
- 리드 제너레이션
- 약물 대사
- 조각 기반 리드 발견
- 하이-콘텐트 스크리닝
- 약물유전체학
- 생약학
- 생리학적 기반 약물동태학 모델링
- 전임상개발
- 동적 조합화학
- 양성자 펌프 저해제의 발견 및 개발
- 멜라토닌 수용체 작용제
- 뉴클레오사이드 및 뉴클레오타이드 역전사효소 저해제의 발견 및 개발
- Bcr-Abl 티로신-키네이스 저해제
- 항안드로젠의 발견 및 개발
- 세팔로스포린의 발견 및 개발
- 역대사 약물 설계

## 더 읽을거리
- Gad SC (2005). 《Drug Discovery Handbook》. Hoboken, N.J: Wiley-Interscience/J. Wiley. ISBN 978-0-471-21384-0.
- Madsen U, Krogsgaard-Larsen P, Liljefors T (2002). 《Textbook of Drug Design and Discovery》. Washington, DC: Taylor & Francis. ISBN 978-0-415-28288-8.
- Rasmussen N (2014). 《Gene Jockeys: Life Science and the rise of Biotech Enterprise》. Baltimore: Johns Hopkins University Press. ISBN 978-1-42141-340-2.